# Moukhala

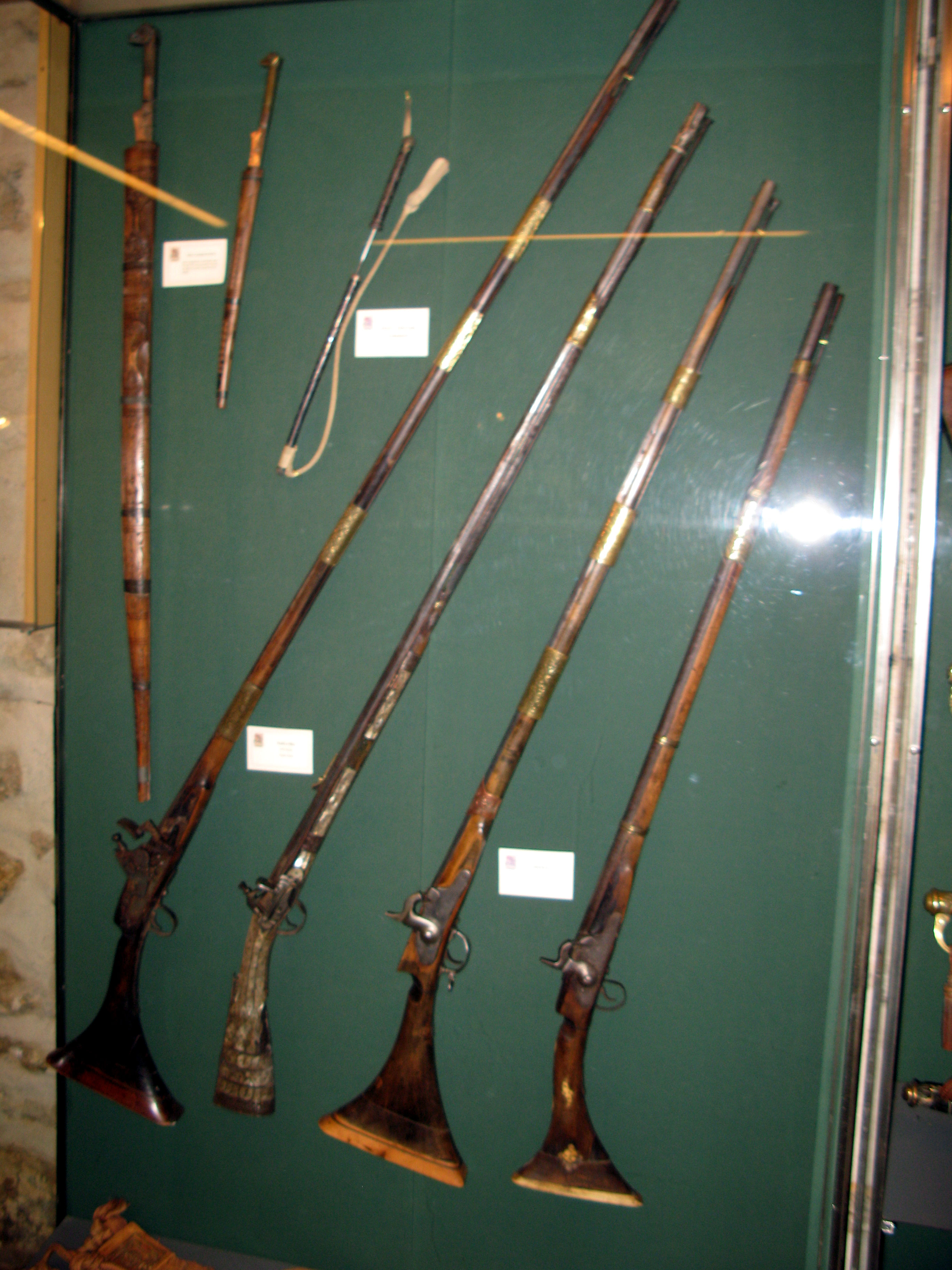

Moukhala é uma espingarda tradicional de pólvora negra, de pequeno calibre e cano muito longo, em geral ricamente decoradas, típicas no Magrebe.
Ditinguem-se dois tipos de moukhalas, a marroquina e a argelo-tunisina. Além de usarem percussores diferentes, ambos de sílex,  os dois tipos distingem-se exteriormente pelas coronhas triangulares, delgadas e curtas, mais convencionais, das marroquinas, e pelas parecenças com os fuzis e mosquetes italianos do final do século XVI e início do século XVII das argelo-tunisinas.